# Chinurenina 3-monoossigenasi
La chinurenina 3-monoossigenasi è un enzima appartenente alla classe delle ossidoreduttasi, che catalizza la seguente reazione:
L-chinurenina + NADPH + H+ + O2 ⇄ 3-idrossi-L-chinurenina + NADP+ + H2O
L'enzima è una flavoproteina (FAD).